# Província d'Ogooué-Ivindo
Ogooué-Ivindo és una de les nou províncies del Gabon.
Ocupa una àrea de 46,075 km². La capital de la província és Makokou.

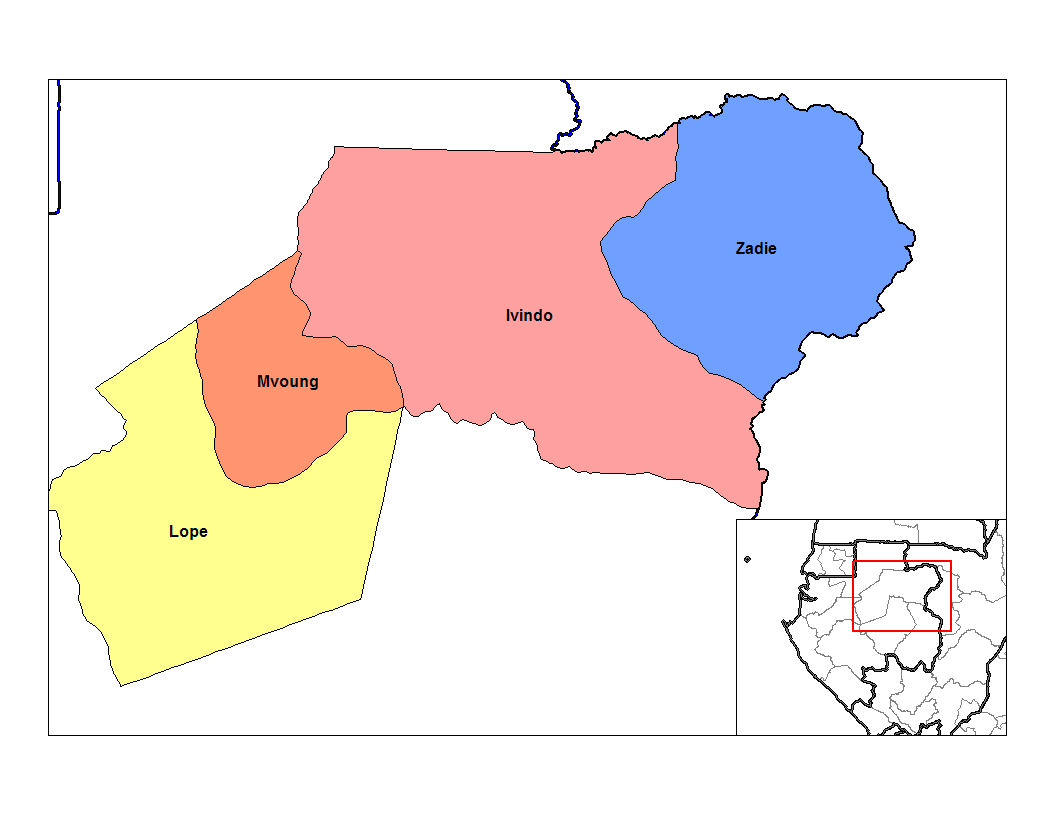
Departaments d'Ogooué-Ivindo

## Departaments
Ogooué-Ivindo es divideix en 4 departaments:
- Ivindo (Makokou)
- Lopé (Booué)
- Mvoung (Ovan)
- Zadié (Mékambo)